# 4558 Janesick
4558 Janesick è un asteroide areosecante. Scoperto nel 1988, presenta un'orbita caratterizzata da un semiasse maggiore pari a 2,1979551 UA e da un'eccentricità di 0,3628204, inclinata di 22,17601° rispetto all'eclittica.
L'asteroide è dedicato allo statunitense James R. Janesick, per il contributo dato allo sviluppo dei dispositivi CCD in ambito astronomico.